# Seseli saxicola
Seseli saxicola är en flockblommig växtart som först beskrevs av Nicholas Michailovitj Albov, och fick sitt nu gällande namn av Pimenov. Seseli saxicola ingår i släktet säfferötter, och familjen flockblommiga växter. Inga underarter finns listade i Catalogue of Life.